# Harrogate & District Football League
Harrogate & District Football League är en engelsk fotbollsliga baserad runt Harrogate. Den har två divisioner och toppdivisionen Premier Division ligger på nivå 14 i det engelska ligasystemet.
Ligan är en matarliga till West Yorkshire Association Football League.

## Mästare
| Säsong  | Premier Division | Division One               | Division Two               | Division Three       |
| ------- | ---------------- | -------------------------- | -------------------------- | -------------------- |
| 2006/07 | Sherwood         | Bramham                    | Horsforth St Margarets Res | Yorkshire Amateurs   |
| 2007/08 | Thirsk Falcons   | Pateley Bridge             | Silsden                    | Westbrook YMCA Res   |
| 2008/09 | Thirsk Falcons   | Harold Styans              | Leeds City Res             | Wetherby Athletic A  |
| 2009/10 | Kirkby Malzeard  | Harrogate Railway Reserves | Wigton Moor                | Bedale Town Reserves |
| 2010/11 | Thirsk Falcons   | Beckwithshaw Saints        | Bedale Reserves            | Wigton Moor Reserves |

Källa: FA Full-Time 